# Озерки (селище, Тальменський район)
Озерки́ (рос. Озёрки) — селище у складі Тальменського району Алтайського краю, Росія. Адміністративний центр Новоозерської сільської ради.

## Населення
Населення — 4209 осіб (2010; 3741 у 2002).
Національний склад (станом на 2002 рік):
- росіяни — 95 %